# 马萨费尔马纳
马萨费尔马纳（義大利語：Massa Fermana），是意大利费尔莫省的一个市镇。总面积7.74平方公里，人口974人，人口密度125.8人/平方公里（2009年）。ISTAT代码为044028。